# Campanha presidencial de Leonardo Péricles em 2022
A campanha presidencial de Léo Péricles em 2022 foi a primeira campanha presidencial do recém criado partido Unidade Popular. A campanha foi oficializada em 24 de julho de 2022 no Rio Grande do Norte, tendo Samara Martins como candidata a vice-presidente. A chapa obteve pouco mais de 53 mil votos, aproximadamente 0,05%, não se elegendo. Leonardo declarou apoio a Lula no segundo turno.

## Pré-candidatura
A indicação ocorreu durante o 2º Congresso Nacional da Unidade Popular pelo Socialismo em novembro de 2021. Na época, o partido declarou que a pré-candidatura se deu pela “necessidade de uma verdadeira candidatura de esquerda nas próximas eleições nacionais." Dias antes da convenção que oficializou a candidatura, foi relatado o aumento de ataques racistas contra o então pré-candidato nas redes sociais.

## Planos
O candidato declarou que se eleito, governará o Brasil através de Conselhos e defendeu a necessidade de pressionar os deputados além das eleições. Em outras áreas, a chapa defende, entre outras coisas, a defesa do Sistema Único de Saúde, auditoria da dívida pública e a apuração dos crimes da ditadura militar brasileira.
No plano de governo registrado junto ao Tribunal Superior Eleitoral (TSE), as propostas estavam dividas entre "emergências" e "estruturantes". Dentre as emergenciais, incluem-se a suspensão do pagamento da dívida pública, o estabelecimento de uma "constituinte popular" para "para “aprovar medidas que coloquem o povo trabalhador com o controle da riqueza social do país”; e o auxílio emergencial no valor de um salário mínimo. A campanha apoiava a reestatização das refinarias da Petróbras.

## Candidatos
Os seguintes políticos anunciaram suas candidaturas. Os partidos políticos tiveram até 15 de agosto de 2022 para registrar formalmente os seus candidatos.
| Unidade Popular                                                                  |                      |
|                                                                                  |                      |
| Léo Péricles                                                                     | Samara Martins       |
|                                                                                  |                      |
| para presidente                                                                  | para vice-presidente |
| Presidente Nacional do Unidade Popular (de 16 de junho de 2016 até a atualidade) | Dentista e ativista  |
| [ 1 ] [ 10 ]                                                                     |                      |

Na sua declaração pública de bens e patrimônio, Leonardo Péricles disse possuir apenas 197 reais, guardados em Caderneta de poupança. Já a candidata a vice Samara Martins declarou três mil e trezentos reais de patrimônio.

### Debates
Leonardo não foi convidado a nenhum dos debates públicos organizados pelas empresas de comunicação. O candidato reclamou publicamente desta situação, declarando, em 24 de agosto, que: "Em tese, vivemos em um sistema democrático, onde todos teriam os mesmos direitos. No entanto, apenas os candidatos dos ricos estarão de fato nos debates eleitorais. Além disso, não haverá nenhum negro no debate". Segundo o artigo 46 da lei  13.488/2021, devem ser obrigatoriamente convidados todos os candidatos de partidos com pelo menos cinco parlamentares no Congresso Nacional; é facultativo o convite aos demais.
No domingo 28 de agosto, dia previsto para o primeiro debate presidencial, Leo organizou um ato de seus apoiadores em frente aos estúdios da Rede Bandeirantes para "exigir democracia no processo eleitoral".

## Resultado da eleição

### Eleições presidenciais
| Ano de eleição | Candidato    | Primeiro turno      | Primeiro turno      | Segundo turno                                    | Segundo turno                                    |
| Ano de eleição | Candidato    | # do total de votos | % do total de votos | # do total de votos                              | % do total de votos                              |
| -------------- | ------------ | ------------------- | ------------------- | ------------------------------------------------ | ------------------------------------------------ |
| 2022           | Léo Péricles | 53 519              | 0,05%               | Não concorreu. Anunciou apoio ao candidato Lula. | Não concorreu. Anunciou apoio ao candidato Lula. |

## Ligação externa
- Jingle da Campanha! no YouTube